# Abod
Abod is een plaats (község) en gemeente in het Hongaarse comitaat Borsod-Abaúj-Zemplén. Abod telt 147 inwoners (2024).
Sinds 2024 staan er een aantal nieuwbouwvakantiehuizen voor mensen die rust zoeken. Het dorp is niet toeristisch, heeft geen restaurant, maar wel een minisupermarkt.